# Šarūnas Gustainis
Šarunas Gustainis (ur. 15 grudnia 1975 w Kownie) – litewski polityk. Poseł na Sejm Republiki Litewskiej.
Od 1993 roku uczęszczał do Gimnazjum Franciszkanów w Kretyndze. W 2002 roku uzyskał tytuł licencjata na kierunku związanym z biznesem i administracją na Uniwersytecie Wileńskim. W roku 2010 stał się ekspertem ds. managementu uczęszczając do BI Norwegian Business School. Od 2010 roku nadal kształcił się w tym samym kierunku na ISM University of Management and Economics w Wilnie.
W latach 2001–2004 był kierownikiem w firmie Audioprojektai UAB, a od 2004 do 2008 był tam konsultantem. Natomiast od 2013 do 2015 roku był kierownikiem w Equitas Partners.
Wybrany w wyborach uzupełniających z ramienia partii Ruch Liberalny Republiki Litewskiej, które przeprowadzono 1 i 15 marca 2015. Od 22 marca 2015 członek Sejmu Republiki Litewskiej. Zastąpił Vytenisa Andriukaitisa.